# 卡爾·奧托·馮·希門
卡爾·奧托·馮·希門（德語：Karl Otto von Seemen，1838年3月24日—1910年9月20日）是一名德國植物學家和園藝家。他因研究非洲南部的植物而知名。

## 植物研究
根據《國際植物名稱索引》（IPNI），希門發表了約109個植物名稱，其中包括栲屬、水青岡屬、鹿蹄草屬、櫟屬和柳屬的物種。

## 出版
1903. Salices Japonicæ, &c. (Leipzig, Gebrüder Borntraeger) 83 pp.